# Sylvio Perlstein
Sylvio Perlstein, né dans les années 1930 en Belgique et mort le 6 août 2025, est un des plus grands collectionneurs de l’art contemporain.

## Biographie
Diamantaire et bijoutier belgo-brésilien, il a grandi au Brésil avant de s’installer en Belgique dans les années 1960.

Perlstein consacre depuis une quarantaine d’années tout son temps libre à des rencontres avec les artistes et à l’acquisition des œuvres. 
Il se passionne pour Dada, le Surréalisme, l’Art minimal et  conceptuel, le Nouveau Réalisme, l’Arte Povera autant que pour la photographie des années 1920 à aujourd’hui. 
Il vit entouré de sa collection qui compte plusieurs centaines d’œuvres inédites. Inconnue du grand public, sa collection riche et diverse se trouvait, pour la première fois, lors d'une exposition, intitulée Busy Going Crazy exposée à la Maison rouge à Paris.